# Sečanj
Sečanj (srpski: Сечањ, mađarski: Szécsány, njemački: Setschan ili Petersheim), mjesto u Banatu, središte općine Sečanj; godine 1981. imalo 2718 stanovnika; poštanski broj 23240. Stanovnik Sečnja naziva se Sečanac ili Sečanjac, dok je stanovnica samo Sečanjka.
Općina Sečanj, Autonomna pokrajina Vojvodina, Republika Srbija.

## Zemljopis
Općina Sečanj nalazi se u srednjem dijelu Banata, na desnoj obali Tamiša, 32 km istočno od Zrenjanina. Obuhvaća sela: Banatska Dubica (nekada Mala Margita), Boka, Busenj (ranije Vladičino; kod S. Georgijevića: Busenje), Jarkovac (kod S. Georgijevića: Banatski Jarkovac), Jaša Tomić (nekada Modoš), Konak, Krajišnik (nekada Šupljaja; kod S. Georgijevića i Kraišnik), Neuzina, Sutjeska (nekada Sarča) i Šurjan. S. Georgijević spominje i mjesto Šibovo, koje nema status samostalnog naselja. Površina općine: 523 km kvadratna; broj stanovnika: 21.938 (1971), 19.501 (1981), 18.438 (1991).

## Povijest
Veća naseljavanja u ovom kraju nastaju istjerivanjem Turaka iz Banata, u 18. i 19. stoljeća. Većinu stanovnika činili su Nijemci, koji su se poslije Drugog svjetskog rata iselili, a koloniziralo se stanovništvo iz Bosne i Hercegovine i drugih krajeva.

## Kultura
U nekim mjestima te općine sačuvane su umjetničke vrijednosti u slikarskim radovima Konstantina Danila i Stevana Aleksića (Jarkovac). U Jaši Tomiću nalazi se i muzejska zbirka s arheološkim i  etnološkim materijalom, kao i stara crkva (1746), obnovljena 1906. godine. U općini je školske godine 1999/2000. bilo 10 osnovnih i dvije srednje škole.
Smotra recitatora Vojvodine - Pesniče naroda mog, Sečanj.
Osnovana je 1968. godine i održava se svake godine krajem travnja u Sečnju. Sudjeluje oko 190 recitatora, a recitira se po slobodnom izboru na jezicima svih naroda i narodnosti Vojvodine.
Prateće festivalske priredbe: izložbe, književne večeri, promocije knjiga. Završnoj smotri prethode školska, mjesna, općinska i zonska natjecanja. Organizator: Kulturno-prosvjetna zajednica općine Sečanj

## Gospodarstvo
Razvijeni su poljodjelstvo, trgovina i promet. U ovom kraju 1959. godine počelo je istraživanje i vađenje nafte i plina.

## Poznate osobe
- Vlado Vukoje, hrvatski rukometaš i rukometni trener

## Vanjske poveznice
- Općina Sečanj  Arhivirana inačica izvorne stranice od 10. prosinca 2005. (Wayback Machine)
- Općina Sečanj  Arhivirana inačica izvorne stranice od 11. veljače 2005. (Wayback Machine)
- Sečanj  Arhivirana inačica izvorne stranice od 14. ožujka 2005. (Wayback Machine)
- Zemljovid općine Sečnja  Arhivirana inačica izvorne stranice od 9. prosinca 2004. (Wayback Machine)
- Širi zemljopisni položaj  Arhivirana inačica izvorne stranice od 9. prosinca 2004. (Wayback Machine)

Izvor:
- Jovan Đ. Marković: "Enciklopedijski geografski leksikon Jugoslavije", Sarajevo, 1990.
- Svetozar Georgijević: "Imena mesta SR Srbije, njihovi etnici i ktetici", Niš, 1975.
- "Imenik mesta u Jugoslaviji", Beograd, 1973.